# Seine-Saint-Denis
Seine-Saint-Denis (Thanh-Thánh-Đệ Nhị) là một tỉnh của Pháp, thuộc vùng hành chính Île-de-France, tỉnh lỵ Bobigny, bao gồm 2 quận với các quận lỵ còn lại là: Le Raincy và Saint-Denis.